# Abderrahmane Sissako
Abderrahmane Sissako és un cineasta i director maurità, nascut a Kiffa el 1961, crescut a Mali i amb residència a França.
El temes principals de la seva obra són: l'exili, l'emigració, la familía i la recerca de la felicitat. El 2015 es va convertir en el primer cineasta africà a guanyar el César al millor director per Tombuctú.
És, amb Ousmane Sembène, Djibril Diop Mambety, Souleymane Cissé, Idrissa Ouedraogo i Alain Gomis, un dels pocs cineastes de l'Àfrica subsahariana que ha aconseguit notorietat internacional.

## Biografia
Poc després del seu naixement, la seva família va emigrar a Mali, el seu país d'origen, on va completar els estudis primaris i secundaris. Va assistir al centre cultural soviètic i va descobrir la literatura russa durant el seu retorn a Mauritània el 1980 amb la seva mare. Va obtenir una beca d'"amistat dels pobles" i va marxar a la Unió Soviètica, a Moscou, per estudiar cinema a l'Institut Estatal Federal de Cinema (VGIK) de 1983 a 1989. Ell sovint fa referència  a un dels seus professors d'aleshores Marlen Khoutsiev.
A principis de la dècada de 1990, Abderrahmane Sissako es va traslladar a França. El 1994 va guanyar el premi al millor curtmetratge per la seva pel·lícula Octobre al 4 Festival de Cinema Africà de Milà. L'any 1999, durant el 9 edició d'aquest mateix festival, va rebre el premi al millor llargmetratge per La vie sur la terre, filmat l'any anterior.
Els èxits de Bamako (2006) i sobretot el de Timbuctu (2014), amb set premis César i amb la nominació als Oscar, el van convertir en un cineasta de prestigi internacional.
També va ser assessor cultural del cap d'estat maurità Mohamed Ould Abdel Aziz, càrrec que ell defineix com a «ambaixador cultural».
Abderrahmane Sissako és president de CinéFabrique, una escola superior nacional de cinema i multimèdia creada per Claude Mouriéras i amb seu a Lió.

## Filmografia

### Curtmetratges
- 1989: The Game (35 mm, 23 minuts), treball de fi d'estudis. Ambientat al desert de Mauritania i filmat al Turkmenistan.
- 1993: Octubre (35 mm, 37 minuts), rodat als suburbis de Moscou. (Premi: Un Certain Regard al Festival de Cannes, Premi al millor curtmetratge al 4t Festival de cinema africà de Milà).
- 1995: Le Chameau et les bâtons flottants (vídeo, 6 minuts) basada en una faula de Jean de La Fontaine i filmada a Mauritània.
- 1996: Sabriya (vídeo, 26 minuts), a la sèrie de curtmetratges documentals produïda per Arte, Africa Dreaming. L'acció se situa a Tunísia.
- 1997: Rostov-Luanda, vídeo documental de 59 minuts. Dins de la sèrie documenta X Kassel, sobre un antic combatent de la guerra d'alliberament d'Angola, a qui el director havia conegut setze anys abans a Moscou. (Premi al millor vídeo al 8è Festival de Cinema Africà de Milà)

### Llargmetratges
- 1998: La vie sur terre
- 2002: En attendant le bonheur (Heremakono)
- 2006: Bamako
- 2014: Timbuctu
- 2024: Black tea

## Òpera
L'octubre de 2020, va muntar un espectacle musical, Le Vol du Boli, en col·laboració amb la directora ruandesa Dorcy Rugamba i el cineasta francès Charles Castella, amb música del compositor britànic Damon Albarn. S'inspira en el diari de l'etnògraf Michel Leiris, L'Afrique Phantome, i té com a punt de partida l'expoli d'un objecte sagrat africà exposat al museu Quai Branly.
Emès per primera vegada en línia a causa de l'epidèmia de la COVID-19, l'espectacle, es va representar al Théâtre du Châtelet l'abril-maig de 2022 i es va emetre a France 5.

## Jurats de festivals
Ha participat en nombrosos jurats de festivals de cinema:
- Membre del jurat del 53 Festival de Cinema de Berlín, sota la presidència d'Atom Egoyan
- President del jurat del festival Premiers Plans d'Angers el gener de 2007.
- Membre del jurat de llargmetratges del Festival de Cannes 2007.
- President de la prova d'accés a Fémis l'any 2008.
- President del jurat de la 12 edició del Festival de Cinema Africà Khouribga el 2009.[9]
- Membre del jurat del Festival Internacional de Cinema de Moscou 2014.
- President de la secció Cinécoles al Festival Internacional de Cinema de Marràqueix 2014.
- President del jurat de la secció de Cinéfondation i curtmetratges del Festival de Cannes 2015.
- Membre del jurat del Festival Internacional de Cinema de Xangai 2016.
- President del jurat de la 13 edició del Festival Internacional de Cinema Documental d'Oceà de Tahití 2016.[10]
- President del jurat de la 27 edició de les Jornades Cinematogràfiques de Cartago 2016.[11]
- President del jurat de la 12 edició del Festival Cinema For Change 2023 al Grand Rex de París.[12]
- Membre del jurat del 81 Festival de Cinema de Venècia, presidit per Isabelle Huppert.

## Reconeixements

### Premis
Per La vie sur terre:
- Regard d'or al Festival Internacional de Cinema de Friburg el 1999
- Premi al millor llargmetratge al 9è Festival de Cinema Africà, Asiàtic i Llatinoamericà de Milà el 1999
- Menció especial del jurat de la FEPACO 1999
- Premi de Cinema Cultura de França 2003Abderrahmane Sissako amb dos dels seus tres trofeus guanyats als Premis César 2015 .

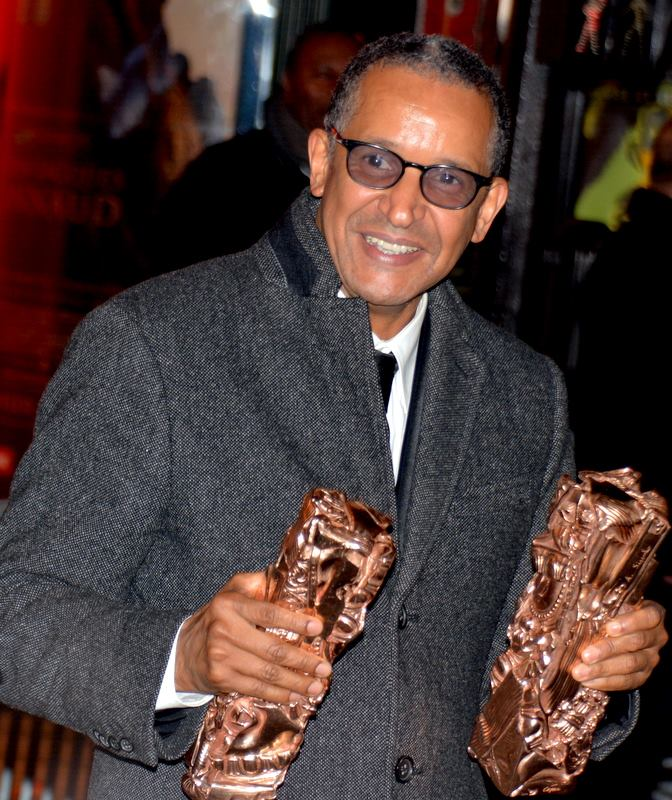
Abderrahmane Sissako amb dos dels seus tres trofeus guanyats als Premis César 2015.

Per En attendant le bonheur (Heremakono):
- Gran premi - Étalon de Yenenga al FESPACO 2003

Per Bamako:
- Gran Premi del Públic a les Trobades del Festival de Cinema de París
- Premi de Cinema del Consell d'Europa 2007

Per Timbuctu:
- Festival Internacional de Cinema Francòfon de Namur 2014:
  - Bayard d'Or a la millor pel·lícula
  - Bayard d'Or al millor guió
- Globus de Cristall 2015: Millor pel·lícula
- Premi a la millor pel·lícula francesa del sindicat de crítics de cinema
- Premi Llums 2015:
  - Millor pel·lícula
  - Millor director
- César 2015:
  - Millor pel·lícula, amb la seva productora Sylvie Pialat
  - Millor director
  - Millor guió original, amb la seva dona Kessen Tal
  - Millor fotografia per a Sofian El Fani
  - Millor muntatge per a Nadia Ben Rachid
  - Millor música per Amine Bouhafa
  - Millor so per Philippe Welsh, Roman Dymny, Thierry Delor

### Nominacions i seleccions
- Seleccions al Festival de Cannes:[2]
  - 1993: Un Certain Regard per Octobre
  - 1998: Quinzena de Directors per la Vida a la Terra
  - 2002: Un Certain Regard for Waiting for Happiness
  - 2006: Fora de competició per a Bamako
  - 2014: Concurs oficial per Timbuctu
- Seleccionat per al Premi Louis Delluc de Timbuctu 2014
- Seleccionat per a la Berlinale 2024 per Black tea

### Distincions
- 2016: Gran oficial de l'Ordre Nacional del Mèrit (Tunísia).[13]